# 天池乡 (环县)
天池乡，是中华人民共和国甘肃省庆阳市环县下辖的一个乡镇级行政单位。

## 行政区划
天池乡下辖以下地区：
天池村、张邓原村、梁河村、殷屈河村、苏北岔村、潘老庄村、大庄台村、四合掌村、老庄湾村、井渠塘村、鲜岔村、碾盘岭村、大方山村、喜家坪村、曹李川村和吴城子村。